# Сурадеево
Сурадеево — село в Бутурлинском районе Нижегородской области. Входит в состав Ягубовского сельсовета.
Село располагается на правом берегу реки Пьяны.
В селе расположен памятник архитектуры местного значения Церковь Воскресения Словущего, построенная в 1813 году. Памятник, имевший ротондальную форму, был ранее опоясан колоннадой, от которой сохранилось лишь несколько колонн.